# Жердевский район
Же́рдевский райо́н — административно-территориальная единица (район) и муниципальное образование (муниципальный район) на юге Тамбовской области России.
Административный центр — город Жердевка.

## География
Площадь — 1397 км². Граничит с Токарёвским, Сампурским, Ржаксинским и Уваровским районами Тамбовской области, а также с Грибановским и Терновским районами Воронежской области.
Основные реки — Савала, Бурначка.

## История
Жердевский район был образован 30 июля 1928 года на основании постановления Президиума ВЦИК РСФСР.
21 ноября 1938 года часть территории Жердевского района была передана в новый Туголуковский район.
В 1959 году, в связи с укрупнением районов Тамбовской области, в состав Жердевского района вошла часть территории упразднённого Шпикуловского района.
В 1965 году укрупнённые в 1962 году районы были снова разукрупнены и из состава Жердевского района выделился Токарёвский район.

## Население
| 1959    | 1970    | 1979    | 1989    | 2002    | 2009    | 2010    | 2012    | 2013    |
| ------- | ------- | ------- | ------- | ------- | ------- | ------- | ------- | ------- |
| 49 200  | ↘47 716 | ↘41 646 | ↘38 944 | ↘33 502 | ↘30 708 | ↘30 331 | ↘29 822 | ↘29 631 |
| 2014    | 2015    | 2016    | 2017    | 2018    | 2019    | 2020    | 2021    |         |
| ↘28 989 | ↘28 422 | ↘28 059 | ↘27 554 | ↘27 175 | ↘26 486 | ↘26 145 | ↘25 622 |         |

### Урбанизация
Городское население (город Жердевка) составляет  54,18 % от всего населения района.

### Национальный состав
По итогам переписи населения 2020 года проживали следующие национальности (национальности менее 0,1 % и другое, см. в сноске к строке «Другие»):
| Национальность | Численность, чел. | Доля     |
| -------------- | ----------------- | -------- |
| Русские        | 23 757            | 92,72 %  |
| Азербайджанцы  | 159               | 0,62 %   |
| Армяне         | 143               | 0,56 %   |
| Таджики        | 81                | 0,32 %   |
| Курды          | 79                | 0,31 %   |
| Цыгане         | 68                | 0,27 %   |
| Украинцы       | 68                | 0,27 %   |
| Татары         | 33                | 0,13 %   |
| Другие         | 1234              | 4,80 %   |
| Итого          | 25 622            | 100,00 % |

## Административное деление
Жердевский район как административно-территориальное образование включает 1 город и 11 сельсоветов.
В Жердевский район как муниципальное образование со статусом муниципального района входят 12 муниципальных образований, в том числе 1 городское и 11 сельских поселений:
| №        | Муниципальное образование  | Административный центр | Количество населённых пунктов | Население (чел.) | Площадь (км²) |
| -------- | -------------------------- | ---------------------- | ----------------------------- | ---------------- | ------------- |
| 1e-06    | Городское поселение:       |                        |                               |                  |               |
| 1        | город Жердевка             | город Жердевка         | 1                             | ↘13 883          | 16,98         |
| 1.000002 | Сельские поселения:        |                        |                               |                  |               |
| 2        | Алексеевский сельсовет     | село Алексеевка        | 7                             | ↘1027            | 154,52        |
| 3        | Бурнакский сельсовет       | село Бурнак            | 6                             | ↗2106            | 163,43        |
| 4        | Володарский сельсовет      | село Максим Горький    | 2                             | ↗801             | 45,44         |
| 5        | Вязовский сельсовет        | село Чикаревка         | 4                             | ↘805             | 95,06         |
| 6        | Демьяновский сельсовет     | посёлок Демьян Бедный  | 5                             | ↘731             | 91,34         |
| 7        | Новорусановский сельсовет  | село Новорусаново      | 4                             | ↘639             | 51,98         |
| 8        | Пичаевский сельсовет       | село Пичаево           | 3                             | ↗1242            | 140,72        |
| 9        | Преображеновский сельсовет | деревня Цветовка       | 5                             | ↘646             | 75,88         |
| 10       | Сукмановский сельсовет     | село Сукмановка        | 2                             | ↘836             | 165,42        |
| 11       | Туголуковский сельсовет    | село Туголуково        | 7                             | ↗1311            | 168,42        |
| 12       | Шпикуловский сельсовет     | село Шпикулово         | 20                            | ↘1595            | 137,47        |

В рамках организации местного самоуправления в 2004 году на территории района были созданы 15 муниципальных образований, в том числе 1 городское поселение (город районного значения) и 14 сельских поселений (сельсоветов). В 2013 году упразднённый Павлодарский сельсовет включён в Алексеевский сельсовет; Искровский — в Туголуковский сельсовет. В 2014 году упразднённый Григорьевский сельсовет включён в Шпикуловский сельсовет.

## Населённые пункты
В Жердевском районе 66 населённых пунктов, в том числе 65 сельских и 1 город.
| №  | Населённый пункт  | Тип     | Население | Муниципальное образование  |
| -- | ----------------- | ------- | --------- | -------------------------- |
| 1  | Александровка 2-я | деревня | ↘163      | Шпикуловский сельсовет     |
| 2  | Алексеевка        | село    | ↗689      | Алексеевский сельсовет     |
| 3  | Антоновка         | посёлок | 36        | Туголуковский сельсовет    |
| 4  | Бокино            | деревня | ↘80       | Алексеевский сельсовет     |
| 5  | Булгаково         | деревня | 61        | Шпикуловский сельсовет     |
| 6  | Бурнак            | село    | ↘2216     | Бурнакский сельсовет       |
| 7  | Воскресеновка     | деревня | 11        | Бурнакский сельсовет       |
| 8  | Вязовое           | село    | ↗311      | Вязовский сельсовет        |
| 9  | Григорьевка       | село    | ↘111      | Шпикуловский сельсовет     |
| 10 | Демьян Бедный     | посёлок | ↗687      | Демьяновский сельсовет     |
| 11 | Доброе Начало     | посёлок | 5         | Шпикуловский сельсовет     |
| 12 | Дорогая           | деревня | 56        | Туголуковский сельсовет    |
| 13 | Жердевка          | город   | ↘13 883   | город Жердевка             |
| 14 | Ивановка          | село    | ↘222      | Сукмановский сельсовет     |
| 15 | Искра             | село    | ↘257      | Туголуковский сельсовет    |
| 16 | Калиновка         | посёлок | 46        | Новорусановский сельсовет  |
| 17 | Карпов            | посёлок | 32        | Демьяновский сельсовет     |
| 18 | Колобовка         | деревня | 29        | Шпикуловский сельсовет     |
| 19 | Красная Горка     | деревня | ↘91       | Туголуковский сельсовет    |
| 20 | Красный Курган    | посёлок | 6         | Шпикуловский сельсовет     |
| 21 | Кривенково        | посёлок | 55        | Шпикуловский сельсовет     |
| 22 | Крутая            | деревня | 6         | Преображеновский сельсовет |
| 23 | Кузнецовка        | деревня | ↘113      | Шпикуловский сельсовет     |
| 24 | Липовка           | село    | ↘387      | Пичаевский сельсовет       |
| 25 | Лихаревка 1-я     | деревня | ↘88       | Шпикуловский сельсовет     |
| 26 | Максим Горький    | село    | ↘587      | Володарский сельсовет      |
| 27 | Максимовка        | деревня | →309      | Алексеевский сельсовет     |
| 28 | Марьино           | деревня | 38        | Алексеевский сельсовет     |
| 29 | Михайловка        | село    | 54        | Бурнакский сельсовет       |
| 30 | Михайловка        | посёлок | ↘186      | Шпикуловский сельсовет     |
| 31 | Мой Приют         | деревня | 48        | Шпикуловский сельсовет     |
| 32 | Натальевка        | деревня | 40        | Новорусановский сельсовет  |
| 33 | Никольевка        | деревня | 2         | Шпикуловский сельсовет     |
| 34 | Новолуговое       | деревня | ↘182      | Новорусановский сельсовет  |
| 35 | Новопавловка      | деревня | 5         | Алексеевский сельсовет     |
| 36 | Новорусаново      | село    | ↘501      | Новорусановский сельсовет  |
| 37 | Новый Свет 1-й    | посёлок | ↘288      | Володарский сельсовет      |
| 38 | Осиновка          | деревня | 7         | Вязовский сельсовет        |
| 39 | Павлодар          | село    | ↘385      | Алексеевский сельсовет     |
| 40 | Петровка          | деревня | ↗272      | Шпикуловский сельсовет     |
| 41 | Петровское        | село    | ↘195      | Туголуковский сельсовет    |
| 42 | Питим             | село    | ↘397      | Пичаевский сельсовет       |
| 43 | Пичаево           | село    | ↘855      | Пичаевский сельсовет       |
| 44 | Преображеновка    | село    | ↘76       | Преображеновский сельсовет |
| 45 | Природа           | посёлок | 36        | Шпикуловский сельсовет     |
| 46 | Прудок            | посёлок | 5         | Бурнакский сельсовет       |
| 47 | Ракитино          | деревня | 7         | Бурнакский сельсовет       |
| 48 | Родионовка        | деревня | 35        | Шпикуловский сельсовет     |
| 49 | Рыбкино           | деревня | 6         | Алексеевский сельсовет     |
| 50 | Рымарево          | посёлок | ↘209      | Бурнакский сельсовет       |
| 51 | Садовый           | посёлок | ↘329      | Преображеновский сельсовет |
| 52 | Семёновка 2-я     | деревня | 5         | Демьяновский сельсовет     |
| 53 | Сергиевка 2-я     | деревня | 5         | Шпикуловский сельсовет     |
| 54 | Скорятино         | деревня | ↘122      | Шпикуловский сельсовет     |
| 55 | Старое Туголуково | деревня | 5         | Туголуковский сельсовет    |
| 56 | Степной           | посёлок | ↘196      | Демьяновский сельсовет     |
| 57 | Сукмановка        | село    | ↘939      | Сукмановский сельсовет     |
| 58 | Сушково           | деревня | 39        | Шпикуловский сельсовет     |
| 59 | Тафинцева         | деревня | ↘164      | Вязовский сельсовет        |
| 60 | Тёрша             | деревня | 17        | Демьяновский сельсовет     |
| 61 | Туголуково        | село    | ↘1088     | Туголуковский сельсовет    |
| 62 | Фёдоровка 2-я     | деревня | ↘147      | Преображеновский сельсовет |
| 63 | Цветовка          | деревня | ↘410      | Преображеновский сельсовет |
| 64 | Чикаревка         | село    | ↘519      | Вязовский сельсовет        |
| 65 | Чихачёвка         | деревня | ↘93       | Шпикуловский сельсовет     |
| 66 | Шпикулово         | село    | ↘561      | Шпикуловский сельсовет     |

### Упразднённые населённые пункты
В 2001 году упразднена деревня Михайловские Отруба Демьяновского сельсовета.
В 2017 году упразднены село Артёмовка Пичаевского сельсовета, посёлок Волна Бурнакского сельсовета, деревня Серединовка Алексеевского сельсовета.

## Экономика
Промышленность сосредоточена в городе Жердевке. По крупным и средним предприятиям за 2009 год отгружено товаров собственного производства (промышленного характера) на сумму 1,79 млрд руб.
В районе выращивают сахарную свёклу, пшеницу, просо, гречиху, кукурузу, ячмень, подсолнечник. Молочно-мясное животноводство, свиноводство, птицеводство. Сельскохозяйственные предприятия: ОАО "Плодопитомник «Жердевский», ООО «РусАгро-Новорусаново», ООО «РусАгро-Цветовка», ООО «РусАгро-Питим», ООО «Агротехнологии» филиал Шпикулово, ряд фермерских хозяйств.

## Транспорт
Железнодорожная станция (Жердевка) Юго-Восточной железной дороги на линии «Грязи—Поворино».
По территории района проходит автомобильная дорога федерального значения M6 «Москва—Волгоград—Астрахань».

## Известные уроженцы
- Андреев, Александр Харитонович (1903—1970) — советский военачальник, генерал-лейтенант авиации. Родился в селе Павлодар.
- Жуков, Василий Фёдорович (1913—2001) — участник Великой Отечественной войны, Герой Социалистического Труда. Родился в деревне Марьино.
- Кобозев, Пётр Кузьмич (1913—1988) — участник Великой Отечественной войны, полный кавалер ордена Славы. Родился в селе Чикаревка.
- Петраков, Иван Фёдорович (1918—1940) — участник советско-финской войны 1939—40 годов, Герой Советского Союза. Родился в поселке Новый Карачан.
- Растяпин, Иван Михайлович (1912—1997) — участник Великой Отечественной войны, полный кавалер ордена Славы. Родился в деревне Натальевка.
- Татаринцев, Алексей Александрович (род. 1981) — российский оперный певец.